# 生产率

经济合作与发展组织（OECD）成员国平均劳动生产率水平比较。生产率等于每工作小时产出的GDP。蓝条表示高于OECD平均生产率，黄条表示低于平均值。

生产率是一個經濟學术语，是指由原材料變成產品的過程中的效能和效率表現，是每单位投入的产出。生产率的提高是由于资本或劳动力效率的提高，但将资本生产率和劳动生产率分开计算常常不可能的，通常情况下，生产率这一概念一般限于劳动生产率。
生产率是有效運用創意和資源，提高產品和服務的附加價值，是某段時間內每一單位勞動投入所得的產量，以較少的資源投入生產出較多的產品即是生产率提高。今日人類工作時間並非比古代人更長，而是在工作上透過科技而更有效率因此獲得比古代人富足的生活，生产率提高是經濟成長的真正本源，能帶來長遠的經濟效益及提高生活水平。
就企業內部而言，過量的工作負荷及辦公室政治是減損員工生產力的最大原因。一項研究指出，對Y世代而言，辦公室政治是減損生產力的第二大（39.2%）原因，排名僅次於過量的工作負荷（40.3%），且對女性（43.24%）跟較年輕的Y世代人士（42.39%）而言，辦公室政治是減損生產力的第一大原因。